# Lolita (film 1997)
Lolita – amerykańsko-francuski dramat filmowy z 1997 roku w reżyserii Adriana Lyne’a. Druga adaptacja głośnej powieści pod tym samym tytułem autorstwa Vladimira Nabokova. Pierwszą, w 1962 roku, wyreżyserował w Wielkiej Brytanii Stanley Kubrick.
Zdjęcia kręcono w Teksasie (El Paso, San Antonio, Wharton), Luizjanie (Nowy Orlean), Karolinie Północnej (Wilmington) oraz we francuskim Saint-Raphaël (Var).

## Fabuła
Historia wielkiej namiętności mężczyzny po czterdziestce, Humberta Humberta, do czternastoletniej dziewczynki Dolores Haze (Lolity), w której dostrzegł on to, czego nie widział w dojrzałych kobietach – niezwykłą zmysłowość i erotyzm doprowadzający do szaleństwa.

## Główne role
- Jeremy Irons – jako Humbert Humbert
- Melanie Griffith – jako Charlotte Haze
- Frank Langella – jako Clare Quilty
- Dominique Swain – jako Dolores Haze (Lolita)
- Suzanne Shepherd – jako panna Pratt
- Keith Reddin – jako Rigger
- Erin J. Dean – jako Mona
- Joan Glover – jako panna LaBone
- Pat Pierre Perkins – jako Louise
- Ed Grady – jako dr Melinik
- Michael Goodwin – jako pan Beale
- Angela Paton – jako pani Holmes
- Ben Silverstone – jako młody Humbert Humbert
- Emma Griffiths Malin – jako Annabel Lee

## Odbiór
Zygmunt Kałużyński uważał film za wybitny, także dla osób, które znały oryginał Nabokova, mimo że jest brawurowym wyczynem fałszerstwa: sens powieści został, dosłownie, zmieniony na dokładnie odwrotny. O ile książka była deklaracją wolności obyczajowej, o tyle film okazuje się ostrzeżeniem, w purytańskim duchu, przed niebezpieczeństwem namiętności. Obraz zamienił zdaniem krytyka dramat wolności w historię obsesji.